# 第188裝甲旅 (以色列)

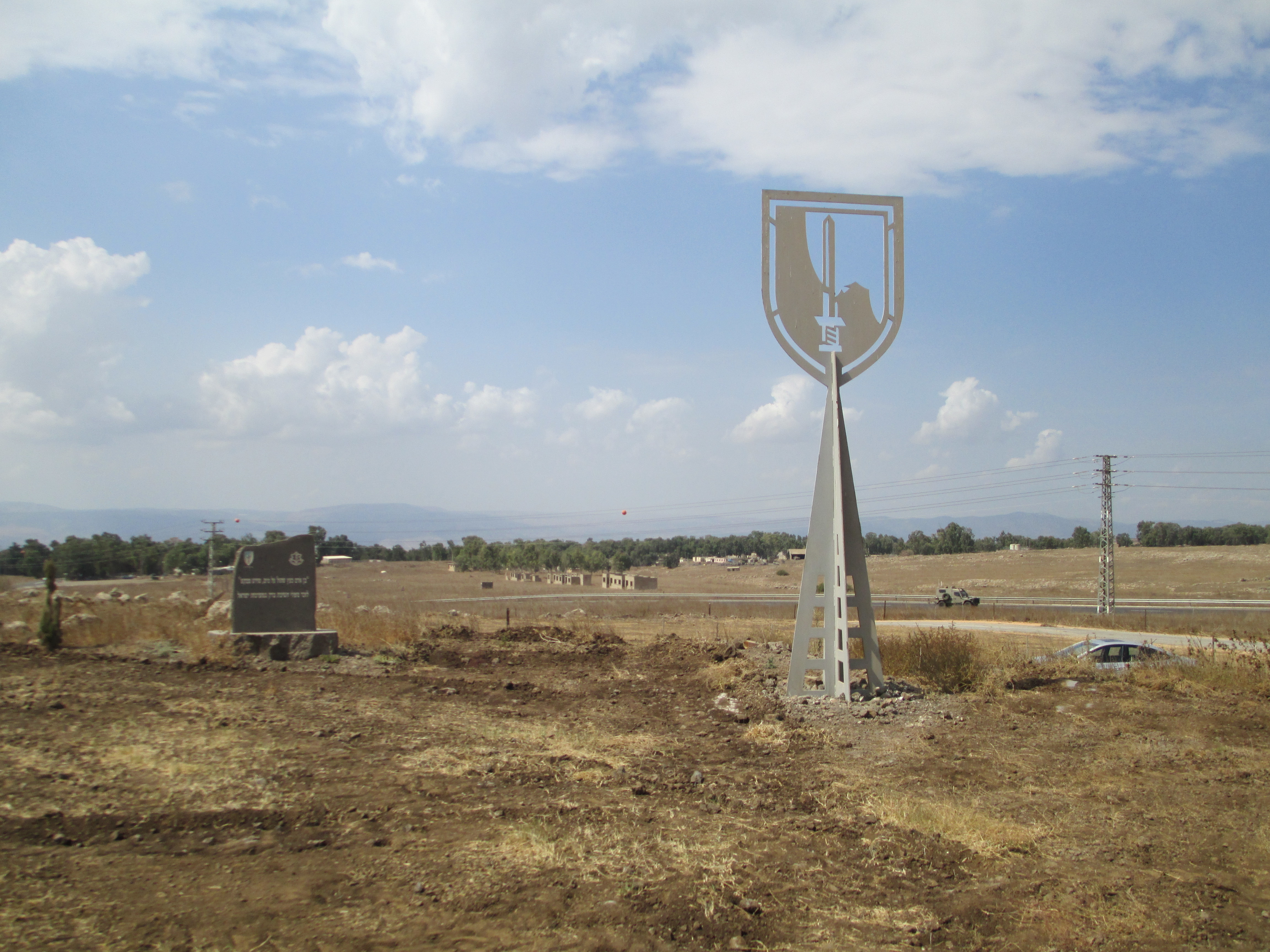
位於戈蘭高地的旅記念碑

第188巴拉克裝甲旅是以色列國防軍的現役部隊，隸屬北方司令部。巴拉克裝甲旅的徽章是一個紅邊菱形，上面有一把劍，背景是藍色和白色，描繪了海法海岸線。1990年，該旅成為第一支採用梅卡瓦主力戰車的旅。

## 部隊編制
- 第188巴拉克裝甲旅
  - 第53裝甲營 (梅卡瓦 Mk.4M)
  - 第71裝甲營 (梅卡瓦 Mk.4M)
  - 第74裝甲營 (梅卡瓦 Mk.4M)
  - 第275裝甲營 (後備) (梅卡瓦 Mk.4) (自2020年8月19日解散的第847裝甲旅)
  - 第605裝甲工兵營
  - 運輸營
  - 第358通訊連